# پرل ریور (لوئیزیانا)
پرل ریور (به انگلیسی: Pearl River) شهری در ایالت لوئیزیانا کشور ایالات متحده آمریکا است که جمعیت آن در سرشماری سال ۲۰۱۰ میلادی، ۲٬۵۰۶ نفر بوده‌است.